# Chabahil

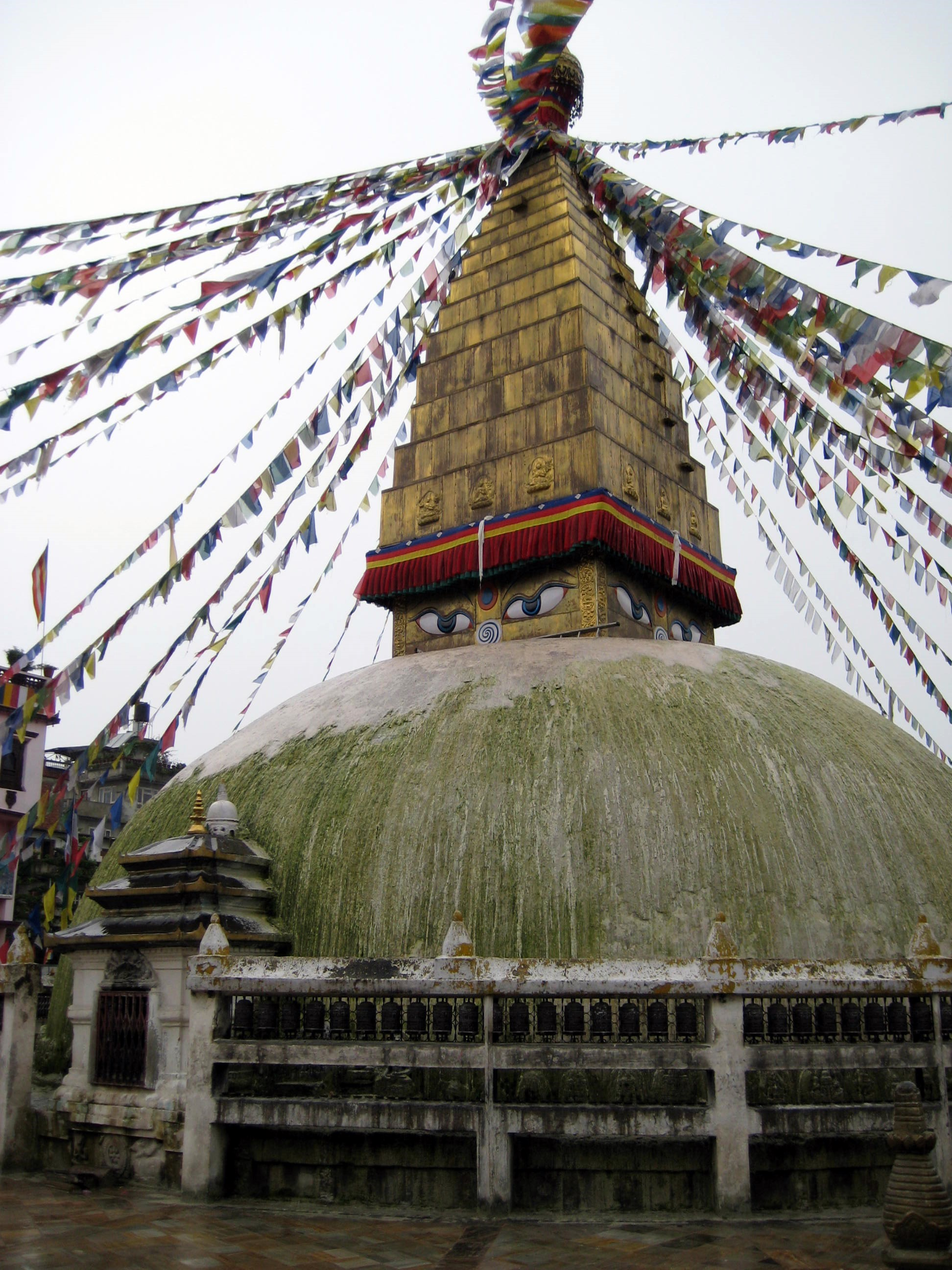
La estupa de Chabahil.

Chabahil es uno de los sitios históricos más importantes de Katmandú, Nepal. Antiguamente una localidad en el extremo noreste del valle de Katmandú, en la actualidad Chabahil se ha convertido en un distrito residencial y comercial de la ciudad capital.

## La estupa Charumati Vihara
Chabahil es famoso por su estupa licchavi, denominada Charumati Vihara. Muchos historiadores consideran a esta estupa la más antigua estupa budista en el valle de Katmandú. Según ciertas inscripciones encontradas en la estupa, la misma fue construida por la famosa princesa india Charumati. Rápidamente la estupa se convirtió en un punto de atracción de peregrinos y monjes budistas, quienes la han visitado a lo largo de los siglos. Según afirman los historiadores, la misma se remonta al siglo III a. C., aunque no se han realizados pruebas científicas de fechado. Charumati era la hija del emperador indio Ashoka. Ella se casó con un príncipe de Nepal.

## El templo de Chandra Binayak Gasnesh
Otro punto destacado en Chabahil es el templo de Chandra Binayak Ganesh, el dios hindú con cabeza de elefante. El templo de Chandra Binayak ubicado en la calle del mercado principal de Chabahil es uno de los cuatro templos de Binayak en el valle de Katmandú. Los devotos concurren a este templo de un siglo de antigüedad especialmente los martes cuando se adora al señor Ganesh.